# انگل رانگل
انگل رانگل (انگلیسی: Àngel Rangel؛ زادهٔ ۲۸ نوامبر ۱۹۸۲) بازیکن فوتبال اهل اسپانیا است.
از باشگاه‌هایی که در آن بازی کرده‌است می‌توان به باشگاه فوتبال ژیرونا و باشگاه فوتبال سوانزی سیتی اشاره کرد.